# アスファルトの男
『アスファルトの男』（アスファルトのおとこ、原題：아스팔트 사나이）は、1995年にSBSで放送された韓国の連続テレビドラマ。韓国の自動車産業を舞台にした作品で、主要な登場人物をイ・ビョンホン、チェ・ジンシル、チョン・ウソン、イ・ヨンエ、ホ・ジュノが演じた。1995年5月17日から同年7月6日まで毎週水曜と木曜の午後10時から11時までの枠で放送された。全16話。
韓国の漫画家ホ・ヨンマンの同名の漫画『아스팔트 사나이』（アスファルトの男）が原作である。脚本をパク・ヒョンジュが書き、イ・ジャンスが演出した。
日本では初め『ドリーム・レーサー』というタイトルだった。
ドラマ全編の動画がSBSの公式ウェブサイトで無料で公開されている。

## 登場人物
カン・ドンジュン
演 - イ・ビョンホン
カー・デザイナー。
オ・ファリョン
演 - チェ・ジンシル
ドンジュンの恋人。カー・デザイナー。
カン・ドンソク
演 - チョン・ウソン
ドンジュンの弟。カー・レーサー。デイトナ500の優勝者。
カン・ドンヒ
演 - イ・ヨンエ
ドンジュン、ドンソク兄弟の姉。マイケルと出会い、渡米する。
ジョンオク
演 - チョ・ミンス
ドンヒの友人。
ハン・ギス
演 - ホ・ジュノ
韓国の大手自動車メーカーであるギリョン社の後継者とされる。
ソンイ
演 - キム・スジ
米軍クラブ経営者ハン社長の娘。音楽大学の学生。
ナターシャ
演 - キム・スミ
クラブの女主人。
カン技師（運転手）
演 - パク・イナン
ドンジュン、ドンソク、ドンヒの父。元タクシー運転手。
ソン・ギジュン
演 - イ・ジョンギル
韓国自動車の会長。ギリョン自動車の創立メンバー。セリュン自動車の前会長。
ハン・マンソク
演 - チョンウク
ギリョン自動車の創立メンバーで会長。